# Sörtjärnen (Särna socken, Dalarna)
Sörtjärnen är en sjö i Älvdalens kommun i Dalarna och ingår i Dalälvens huvudavrinningsområde.